# Liloa (slak)
Liloa is een geslacht van weekdieren uit de klasse van de Gastropoda (slakken).

## Soorten
- Liloa brevis (Quoy & Gaimard, 1833)
- Liloa incisula Yokoyama, 1928
- Liloa mongii (Audouin, 1826)
- Liloa nipponensis (Nomura & Hatai, 1940)
- Liloa porcellana (Gould, 1859)
- Liloa translucens (A. Adams, 1862)